# Clear Creek (Colorado)
Pour les articles homonymes, voir Clear Creek.
Le Clear Creek est un affluent de la South Platte, d'environ 106 km de long, dans le centre nord du Colorado. 

## Géographie
Il passe par Clear Creek Canyon dans les Montagnes Rocheuses directement à l'ouest de Denver, descendant à travers une longue gorge avant de réapparaître dans les plaines de l'est où il rejoint la South Platte.